# 견진성사

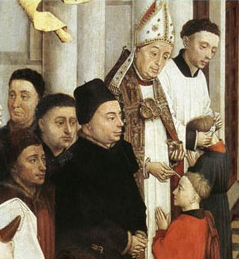
견진성사를 묘사한 15세기 그림.

견진성사(Confirmation)는 교구를 감독하는 주교 또는 주교로부터 권한을 위임받은 사제가 그리스도인에게 거룩한 기름을 바르며 성령이 임하시기를 기도하는 안수기도를 함으로써, 그리스도인의 마음속에 성령이 임하게 하며, 믿음을 굳건히 하는 가톨릭, 성공회, 정교회, 일부 개신교 교회들의 성사이다.
전통적으로 교회에서는 견진성사를 통해 성령칠은(성령께서 주시는 일곱가지 은총, 갈라디아서 참조)를 얻게 된다고 믿는다. 세례를 받은 후에 받을 수 있으며 칠성사 중의 하나이다.

## 교파별 용어
기독교 교파별로 로마 가톨릭과 정교회에서는 견진성사, 성공회에서는 견진예식, 개신교에서는 견신례 또는 입교예식이라고 한다. 대한민국의 장로교회에서는 별도로 견신례를 진행하지 않는 경우나, 입교라는 간단한 문답으로 갈음하는 경우가 많다. 장로회(기장) 교단 일부 교회들에서는 견신례를 행한다. 감리교회에서는 세례를 받은 만18세 이상의 성도를 위한 별도의 입교예식을 집례한다. 루터교회에서도 견신례를 집전한다.
로마 가톨릭교회와 성공회에서는 세례와 견진성사를 분리시켜 집전한다. 로마 가톨릭교회의 경우, 세례성사를 받고 입교한 신자들은 보통 1~2년의 시간차이를 두고 견진성사를 받는다. 견진성사를 받을 때는 견진 대부모를 정해야하며, 세례성사 때와 마찬가지로 일정의 견진 교리교육을 이수해야 한다. 제2차 바티칸 공의회 이후 만12세가 넘어가는 입교자는 세례와 견진성사를 함께 집전하도록 권고했지만, 한국에서는 이 지침을 따르지 않고 여전히 세례와 견진을 분리하여 집전한다.
반면 동방 정교회는 세례와 견진성사를 동시에 집전한다. 입교자가 세례성사를 받으면 곧바로 견진성사가 집전되며, 견진성사 후 성체와 성혈을 받아모시는 영성체로 예식이 마무리된다. 로마 가톨릭교회에서 견진성사의 집전 자격은 주교에게만 있지만, 동방 정교회에서는 일반 신부도 견진성사를 집전할 수 있다.

## 견진성사의 역사
교회사 학자들은 히폴리투스의 《사도적 전승》(The Apostolic Traditional)에 근거, 견진성사가 세례성사의 일부였다고 해석한다.3세기 교회에서는 주교(감독)가 세례를 받은 신자에게 "성령의 거듭남의 목욕을 통하여, 이들을 죄의 용서에 합당하게 만드신 주 하느님, 이들에게 당신의 은총을 내려주소서"라고 기도했는데, 이러한 전통은 후에 견진성사 또는 견신례라고 부르는 성사가 되었다.
현재 기독교에서는 이 성사를 성공회, 개신교, 로마 가톨릭, 정교회에서 집전하고 있는데, 한국 개신교에서는 경동교회(담임목사 박종화)를 비롯한 한국 기독교 장로회에서 부활절에 견신례를 집전하고 있다.

## 견진성사를 받는 방법

### 성공회
견진성사는 세례성사를 받은 신자들이 받을 수 있는데, 5주간의 견진교육을 사제로부터 받는다.
사제는 기독교의 기본적인 교리(기독교, 교회사, 성서, 주의 기도, 견진성사의 의미 등)을 설명하며 마지막 주에는 견진성사를 받는 마음가짐와 예식에 대해 설명한다.
견진성사를 받는 날에는 앞자리에 앉아서 대기하고 있다가, 성체성사가 끝난후 견진성사의 집전자인 주교앞에서 무릎을 꿇고 견진을 받는다.
무릎을 끓는 이유는 우리를 자녀로 인정하시는 하느님앞에서의 감사와 겸손을 표현하기 위해서이다. 사제의 추천을 받은 주교는 견진을 받을 신자가 사도신경에 근거한 기독교 신앙을 갖고 있는지 확인한후, 성유를 바르면서 '교우 000에서 성령이 임하시어 축복하소서'라고 기도한다.
교회에서는 견진성사를 통해 성령의 7가지 은총이 임하신다고 믿는다.

## 견진성사 예식문

### 성공회
```
1.견진후보자의 추천

† 주교:견진을 받고자 하는 후보자를 추천하십시오.
○ 사제:이 사람들 (      )에게 견진예식을 베풀어 주시기 바랍니다.

2.세례언약 갱신

† 이제 주님과 교회 앞에서 그대들이 
세례
 받을 때에 하느님께 드렸던 서약을 다시 한 번 확인합니다.
문) 그대는 하느님을 거역하는 
사탄
과 
하느님
의 창조질서를 어지럽히는 사탄의 모든 일을 거절하겠습니까?
답) 예, 거절하겠습니다.
문) 그대는 하느님께서 지으신 세상을 타락시키는 악한 권세와 모든 죄악을 물리치겠습니까?
답) 예, 물리치겠습니다.
문) 그대는 하느님의 사랑으로부터 우리를 떼어 놓아 죄에 빠뜨리는 모든 욕망을 버리겠습니까?
답) 예, 버리겠습니다.
문) 그대는 전능하신 하느님 아버지 하늘과 땅의 창조주를 믿습니까?
답) 예, 믿습니다.
문) 그대는 하느님의 외아들, 우리 주 
예수 그리스도
, 
성령
으로 
동정녀 마리아
에게 잉태되어 나시고, 
본티오 빌라도
 치하에서
고난을 받으시고, 
십자가
에 못 박혀 죽으시고 묻히셨으며, 죽음의 세계에 내려가시어 사흘 만에 죽은 자들 가운데서 부활하시고,
하늘에 올라 전능하신  하느님 오른편에 앉아 계시며, 산 이와 죽은 이를 심판하러 다시 오시리라 믿습니까?
답) 예, 믿습니다.
문) 그대는 
성령
을 믿으며 거룩한 
보편교회
와 모든 
성인
의 상통을 믿으며, 죄의 용서와 몸의

부활
을 믿으며, 영원한 생명을 믿습니까?
답) 예, 믿습니다.
문) 그대는 예수 그리스도를 주님으로 따르고 그 가르침을 지키겠습니까?
답) 예, 하느님의 도우심으로 지키겠습니다.
문) 그대는 
감사성찬례
를 통하여 (하느님의)말씀과 
성사
의 은총을 나누며 그리스도의 몸 된 교회를 온전히 섬기겠습니까?
답) 예, 그렇게 하겠습니다.
문) 그대는 악을 꾸준히 물리치고, 죄에 빠졌을 때에는 곧 회개하고 주님께로 돌아오겠습니까?
답) 예, 그렇게 하겠습니다.
문) 그대는 
그리스도
 안에서 말과 행실로 하느님의 
복음
을 전파하겠습니까?
답) 예, 그렇게 하겠습니다.
문) 그대는 이웃을 내 몸같이 사랑하고 
그리스도
처럼 섬기겠습니까?
답) 예, 그렇게 하겠습니다.
문) 그대는 정의와 
평화
를 위하여 힘쓰며 인간의 존엄성을 지키겠습니까?
답) 예, 그렇게 하겠습니다.

3.후보자들을 위한 기도

† 이제 견진예식을 통하여 
그리스도
께 더욱 헌신할 것을 다짐하는 이들을 위하여 기도합시다. 전능하신 하느님, 
성자
의
죽음과 
부활
로써 우리를 죄의 권세에서 벗어나게 하시고, 
성령
으로 주님을 섬기도록 붙들어 주시나이다. 비오니, 여기에
나온 주님의 종들에게 세례 때  주신 은총을 굳세게 하시며, 이제 성령의 은사를 더하시어 
복음
을 전하고 봉사하는 직무를
잘 감당하게 하소서. 
성부
와 
성령
과 함께 한 분 
하느님
이신 우리 주 
예수 그리스도
의 이름으로 기도하나이다.  ◉아멘
- 차례로 나아와 
주교
 앞에 무릎을 꿇는다. -

4.안 수 식

† 주여, 이 종 (   )에게 성령을 내리소서. 믿음을 강건케 하시고 일생동안 주님을 섬기게 하소서. ◉아멘
- 안수가 끝나면 주교가 말한다. -
† 전능하시고 영원하신 하느님, 주님의 크신 은총으로 우리에게 성령의 은사를 내려 주시니 감사하나이다. 겸손히 비오니,
사랑의 손길로 이 사람들을  보호하시어 하느님의 말씀을 마음속에 새기고, 뜻과 행실로 
교회
를 섬기며 영원히 주님과 함께
살아가게 하소서. 우리 주 
예수 그리스도
의 이름으로 기도하나이다. ◉아멘
[
2
]
```

## 같이 보기
- 통과 의례